# Stichting Ideële Reclame
Stichting Ideële Reclame (SIRE) is een Nederlandse stichting die reclamecampagnes maakt over onderwerpen die door de makers als maatschappelijk probleem worden gezien. SIRE is geen overheidsorgaan; de stichting is op 30 augustus 1967 opgericht door zes reclamemakers.

## Achtergrond
De stichting is op 30 augustus 1967 gestart als een idee van de reclamebranche. De oprichters waren zes mannen die een Nederlandse versie van de Amerikaanse Advertising Council voor ogen stond. Ze wilden het commerciële middel van de reclame ook een maatschappelijke aanwending geven.
Het doel van SIRE is om onderwerpen, die voor de samenleving van belang zijn, maar waar nog geen aandacht voor is, onder de aandacht te brengen en bespreekbaar te maken. De stichting doet dit door middel van ideële reclame, dus niet via commerciële reclame. Het bestuur van de Stichting SIRE bestaat uit mensen afkomstig uit de communicatiebranche. Iedereen werkt gratis mee aan het ontwikkelen, produceren en plaatsen van de campagnes; voor de kleine kosten die SIRE maakt aan bijvoorbeeld kantoorkosten, kan de stichting rekenen op donaties.
In 2024 zijn er 14 bestuursleden.

## Bekende campagnes van SIRE
Sinds de oprichting in 1967 zijn meer dan 90 campagnes gevoerd. Enkele campagnes die grote bekendheid hebben gekregen onder het Nederlandse publiek waren:

### Campagne 'Je bent een rund als je met vuurwerk stunt' (1975 (slogan 1989) - 2000)
Deze jarenlang jaarlijks terugkerende campagne van SIRE om vuurwerkafstekers te wijzen op de gevolgen van het onverantwoord afsteken van vuurwerk en het afsteken van illegaal vuurwerk is waarschijnlijk de bekendste. De campagne begon in 1975, toen nog zonder de slogan "Je bent een rund als je met vuurwerk stunt", die in 1989 voor het eerst werd gebruikt. Vanaf 1993 werd voor een vernieuwde, hardere weg gekozen met het tonen van gehandicapt geraakte slachtoffers van stunten met vuurwerk. In 2000 droeg SIRE de campagne over aan de Stichting Consument en Veiligheid (C&V) en HALT.

### Campagne 'De maatschappij, dat ben jij' (2002)
Met deze campagne probeerde SIRE de onverschilligheid van het volk over het reilen en zeilen in de Nederlandse samenleving. Het onderwerp is zeer breed, vandaar dat de campagne een lange tijd duurde. SIRE wilde onder de slogan "De maatschappij, dat ben jij" de burger onder andere op haar eigen verantwoordelijkheid wijzen. De reclamespotjes waren voorzien van animatiefilmpjes waarin kinderen iets fout doen. Er zijn drie verschillende: een jongen kan zijn plas niet meer ophouden en plast op de fiets van een ander, en eentje waarin een jongen aan een meisje vraagt: "Wil je neuken?", en nog eentje waarin een meisje een oud vrouwtje laat staan in de tram. De filmpjes waren kleine verhalen en werden uitgezonden in 2002.

### Campagne 'Wie is toch die man die op zondag altijd het vlees komt snijden?' (1997)
Deze actie in 1997 betrof een filmpje van een gezin aan de eettafel, waarbij de vader aan het hoofd van de tafel zit, en de door de moeder geserveerde rollade aansnijdt. De kinderen vragen zich af: "Wie is toch die man die op zondag altijd het vlees komt snijden?". Het doel van de actie was om vaders meer aandeel te laten nemen in de huishoudelijke taken. In de campagne wordt het publiek herinnerd aan de jaren 70 waarin in de meeste gezinnen de vader de kostwinner was, en weinig tijd met het gezin doorbracht.

### Campagne 'Laat jij jouw jongen genoeg jongen zijn?' (2017)
Op 25 juli 2017 startte de SIRE-campagne 'Laat jij jouw jongen genoeg jongen zijn?'. Met de campagne wilde SIRE opvoeders aan het denken zetten over de opvoeding van jongens. Volgens SIRE werden jongens te veel afgeremd in hun ontwikkeling, omdat ze veelal stil moeten zitten en niet op ontdekkingstocht uit zouden mogen. Er kwam veel kritiek op de campagne.
De campagne was volgens critici stereotyperend, stigmatiserend en rolbevestigend, zowel voor jongens als voor meisjes. De campagne werd onder andere besproken bij Nieuwsuur, Jinek, RTL Late Night en werd ook een 'trending topic' op Twitter. Kritiek kwam onder andere van Jens van Tricht, Hanneke Felten, Meredith Greer, Asha ten Broeke, Jop de Vrieze, Maxim Februari, Mounir Samuel en Rikkert van Huisstede. Ook maatschappelijke organisaties spraken zich uit, zoals Atria, kennisinstituut voor emancipatie en vrouwengeschiedenis, Emancipator (adviesbureau op het gebied van mannenemancipatie), COC Nederland, Art.1 Midden Nederland (Nederlands kenniscentrum op het gebied van het voorkomen en bestrijden van discriminatie), Clara Wichmann Instituut, Plan Nederland, Nederlandse Vrouwen Raad, Platform WO=MEN, het nationaal vrouwencomité van de Verenigde Naties, Ouders Online, Rutgers Kenniscentrum Seksualiteit, Sardes, Women Inc., Stichting Maruf en Stichting NNID Nederlandse organisatie voor seksediversiteit. Volgens critici is het voor mannen en jongens juist dankzij het feminisme mogelijk om meer zichzelf te zijn en zich niet volgens ouderwetse mannelijke normen te hoeven gedragen. Sommige critici vonden dat de overheid zich niet zou moeten bemoeien met deze zaken, en niet rolbevestigend, maar juist roldoorbrekend moeten optreden, waarmee duidelijk werd dat bij hen het misverstand bestond dat SIRE een overheidsorganisatie zou zijn.

## Prijzen
SIRE heeft in haar bestaan diverse onderscheidingen en prijzen ontvangen. Voorbeelden zijn: De Lion d'Or, de Webby, de Zilveren Lamp, de Effie en de SPINaward.